# Полевая (приток Инструча)
Полевая (устар. Опелис) — река в Калининградской области России. Устье реки находится в 30 км по левому берегу реки Инструч. Длина реки составляет 12 км, площадь водосборного бассейна — 14,7 км².

## Данные водного реестра
По данным государственного водного реестра России относится к Балтийскому бассейновому округу, водохозяйственный участок реки — Преголя. Относится к речному бассейну реки Неман и рекам бассейна Балтийского моря (российская часть в Калининградской области).
Код объекта в государственном водном реестре — 01010000212104300010039.